# Tigist Gashaw
Tigist Gashaw Belay, née le 25 décembre 1996 en Éthiopie, est une athlète éthiopienne naturalisée bahreïnie spécialiste des courses de demi-fond.

## Carrière
Elle remporte la médaille d'or du 1 500 mètres des Championnats du monde d'athlétisme jeunesse 2013 à Donetsk ; elle est la même année médaillée d'argent du 1 500 mètres aux Championnats d'Afrique juniors à Bambous. 
Sous les couleurs du Bahreïn, elle est médaillée d'argent du 1 500 mètres des Championnats d'Asie d'athlétisme en salle 2016 à Doha et dispute les Jeux olympiques d'été de 2016 à Rio de Janeiro mais est éliminée en qualifications. Elle remporte également la médaille d'or du 1 500 mètres et la médaille d'argent du 5 000 mètres aux championnats arabes d'athlétisme 2021 à Radès.